# 彭康书院
彭康书院（Pengkang College）是西安交通大学的八个本科书院之一，成立于2006年9月，以西迁后第一任老校长彭康的名字命名，是西安交通大学采取书院制后的第一个本科书院。
彭康书院现有理学、电信、能动等学院学生三千余名，书院位于西安交大兴庆校区东南角。

## 文化

### 使命
|  | 以大学生全面发展为目标，培养学生具有坚定的理想信念、强烈的社会责任感、宽广的国际视野、卓越的领导才能和儒雅的人格风范。 |

### 院训
彭康书院的院训是：
|  | 思想活跃、学习活跃、生活活跃。 |

院训来自老校长彭康关于教书育人“三活跃”的主张。

### 书院活动
彭康学生会是彭康书院最大的学生组织，一般的书院活动由其发起和组织。
书院较有影响的活动包括“彭康之夜”、中秋主题T恤设计大赛、毕业生晚会、迎新年冬季越野、百科狂人等。

## 现状
彭康书院包括了能源与动力工程学院、电子与信息工程学院、理学院、外国语学院的十八个专业的本科生，不同专业本科生在书院中混合居住。宿舍楼中除东-17包含一部分女生宿舍外其余均为男生宿舍。

### 教导人员
彭康书院院长为原交大副校长，现华侨大学校长丘进教授。
书院现有常任导师15人、学业导师50余人、兼职辅导员20余人。

### 硬件设施

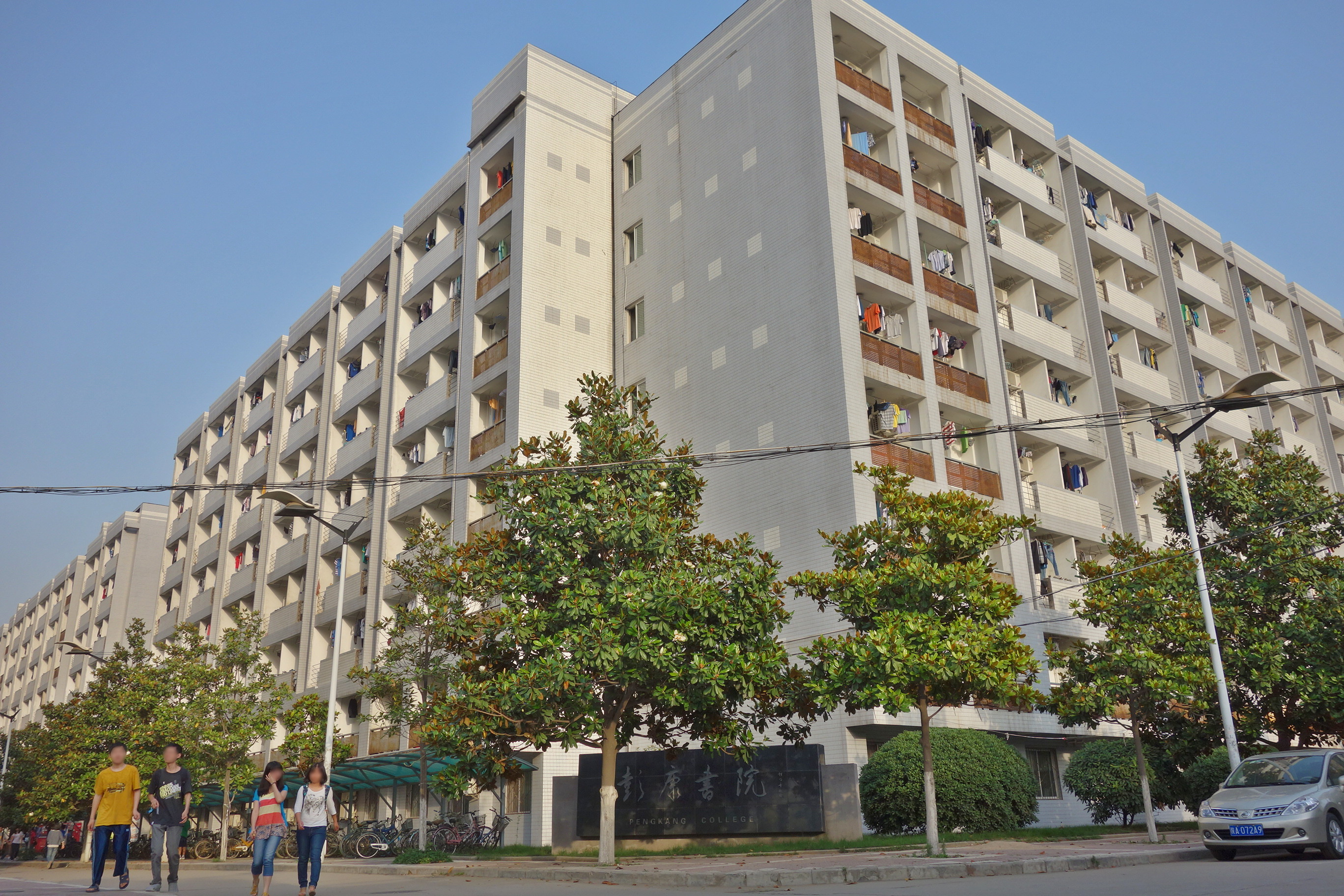
彭康书院宿舍楼群

彭康书院包含位于兴庆校区东南角由东-17、东-18、东-19、东-20楼组成的U形宿舍楼群。宿舍楼中间和有供学生讨论活动、举行小型集会表演的的建筑景观。书院有阅览室、健身房、会议室、通宵自习室和学生自营的奶茶店。书院东侧有网球场。

## 外部連結
1. 1 2  书院简介[永久]，彭康书院。

- 西安交通大学 （页面存档备份，存于）
- 彭康书院 （页面存档备份，存于）
- 本科书院|彭康书院

34°14′32″N 108°59′13″E / 34.242122°N 108.986979°E